# Бессараб (хутор)
Бессараб — хутор в Бершаковском сельском поселении Шебекинского района Белгородской области.

## География
Расположен севернее села Борисовка на реке Нежеголек.
В хутор заходит просёлочная дорога; имеется одна улица: Дальняя.

## Население
| 2002 | 2010 |
| ---- | ---- |
| 17   | ↘2   |